# Hurel-Dubois Miles HDM.105
L'Hurel-Dubois Miles HDM.105 era un aereo da trasporto bimotore e monoplano ad ala alta progettato dall'ingegnere aeronautico francese Maurice Hurel negli anni cinquanta e costruito dall'azienda aeronautica britannica Miles Aircraft.
Caratterizzato da un'ala ad elevatissimo allungamento alare, con piano alare rinforzato da robuste aste di controvento, il prototipo venne realizzato per scopi di ricerca, basandosi sulle ricerche condotte con l'Hurel-Dubois HD.10, e fu un punto di partenza per quello che doveva diventare il modello di produzione in serie, HDM.106 Caravan, produzione mai avviata.

### Riviste
- (EN) C.M. Lambert, Foretaste of the Caravan HDM.105 HANDLING AND HDM.106 PROSPECTS, in Flight and Aircraft Engineer, Vol 73 (No 2576), 6 giugno 1958.